# Alfa Romeo Alfa 6
Alfa Romeo Alfa 6 är en personbil, tillverkad av den italienska biltillverkaren Alfa Romeo mellan 1979 och 1986.
Alfa Sei var företagets första sexcylindriga bil på drygt tio år och introducerade Alfas uppskattade V6:a. I sitt första 2,5-litersutförande var denna försedd med sex förgasare. Senare försågs den med mer lättjusterad bränsleinsprutning. Bilen byggde på Alfetta-teknik, men växellådan var konventionellt placerad bakom motorn. Även vissa karosspaneler var gemensamma med Alfettan. 1983 genomfördes en ansiktslyftning och motorprogrammet utökades med en mindre sexa och en femcylindrig turbodiesel från VM Motori.
Alfas stora representationsvagn tillverkades i 11 900 exemplar.
Motorer:
| Modell      | Motor              | Cylindervolym | Effekt | Bränslesystem |
| ----------- | ------------------ | ------------- | ------ | ------------- |
| 2.0         | 6-cyl V-motor ohc  | 1997 cm³      | 135 hk | Förgasare     |
| 2.5         | 6-cyl V-motor ohc  | 2493 cm³      | 158 hk | Förgasare     |
| 2.5 QO      | 6-cyl V-motor ohc  | 2493 cm³      | 160 hk | Insprutning   |
| Turbodiesel | 5-cyl radmotor ohc | 2494 cm³      | 105 hk | Turbodiesel   |